# Association Sportive de Saint-Étienne 1956-1957
La pagina raccoglie i dati riguardanti l'Association Sportive de Saint-Étienne nelle competizioni ufficiali della stagione 1956-1957.

## Maglie e sponsor
Fonte:
| Manica sinistra · Manica sinistra · Maglietta · Maglietta · Manica destra · Manica destra · Pantaloncini · Calzettoni |

## Rosa
| N. |                    | Ruolo | Calciatore       |
| -- | ------------------ | ----- | ---------------- |
|    | Francia (bandiera) | P     | Claude Abbes     |
|    | Francia (bandiera) | D     | Juan Casado      |
|    | Francia (bandiera) | D     | Pierre Sbaiz     |
|    | Francia (bandiera) | D     | Michel Tylinski  |
|    | Francia (bandiera) | D     | Richard Tylinski |
|    | Francia (bandiera) | D     | François Wicart  |
|    | Francia (bandiera) | D     | Émile Wassmer    |
|    | Francia (bandiera) | C     | René Domingo     |
|    | Francia (bandiera) | C     | Assassi Fellahi  |
|    | Francia (bandiera) | C     | René Ferrier     |
|    | Francia (bandiera) | C     | Yvon Goujon      |

| N. |                        | Ruolo | Calciatore       |
| -- | ---------------------- | ----- | ---------------- |
|    | Francia (bandiera)     | C     | Rachid Mekhloufi |
|    | Francia (bandiera)     | C     | Jean Oleksiak    |
|    | Francia (bandiera)     | C     | Georges Peyroche |
|    | Francia (bandiera)     | C     | René Vernier     |
|    | Francia (bandiera)     | A     | Lucien Baudino   |
|    | Francia (bandiera)     | A     | Michel Cristobal |
|    | Francia (bandiera)     | A     | Paul Joz         |
|    | Francia (bandiera)     | A     | Bernard Lefèvre  |
|    | Francia (bandiera)     | A     | Eugène N'Jo Léa  |
|    | Paesi Bassi (bandiera) | A     | Kees Rijvers     |

## Risultati

### Challenge des champions
| Arbitro: | Bécret |

|              |           |                          |
| Casanova 25’ | Marcatori | 6’ Oleksiak 38’ Fouillen |

## Statistiche

### Andamento in campionato
| Giornata  | 1 | 2 | 3 | 4 | 5 | 6 | 7 | 8 | 9 | 10 | 11 | 12 | 13 | 14 | 15 | 16 | 17 | 18 | 19 | 20 | 21 | 22 | 23 | 24 | 25 | 26 | 27 | 28 | 29 | 30 | 31 | 32 | 33 | 34 |
| --------- | - | - | - | - | - | - | - | - | - | -- | -- | -- | -- | -- | -- | -- | -- | -- | -- | -- | -- | -- | -- | -- | -- | -- | -- | -- | -- | -- | -- | -- | -- | -- |
| Luogo     | T | C | C | T | T | C | T | C | T | T  | C  | C  | T  | C  | T  | C  | C  | T  | T  | C  | T  | C  | C  | T  | C  | C  | T  | C  | T  | T  | C  | T  | C  | C  |
| Risultato | N | V | V | V | V | V | V | V | V | V  | N  | V  | P  | P  | N  | N  | V  | P  | N  | V  | V  | V  | V  | P  | N  | V  | P  | V  | V  | N  | N  | V  | N  | V  |
| Posizione | 8 | 3 | 1 | 1 | 1 | 1 | 1 | 1 | 1 | 1  | 1  | 1  | 1  | 1  | 1  | 1  | 1  | 1  | 1  | 1  | 1  | 1  | 1  | 1  | 1  | 1  | 1  | 1  | 1  | 1  | 1  | 1  | 1  | 1  |

Fonte:  France » Ligue 1 1956/1957 » Schedule, su worldfootball.net.
Legenda:

Luogo: C = Casa; T = Trasferta. Risultato: V = Vittoria; N = Pareggio; P = Sconfitta.